# Фолькер Зіммермахер
Фолькер Зіммермахер (нім. Volker Simmermacher; 1 лютого 1919, Страсбург — 27 серпня 1999, Бад-Кройцнах) — німецький офіцер-підводник, капітан-лейтенант крігсмаріне.

## Біографія
3 квітня 1937 року вступив на флот. До вересня 1940 року проходив різноманітні навчання. З жовтня 1940 по травень 1941 року — вахтовий офіцер лінкора «Шарнгорст». В травні-листопаді 1941 року проходив курс підводника, після чого був призначений вахтовим офіцером підводного човна U-107. В червні-липні 1943 року пройшов курс командира підводного човна і призначений командиром U-107, на якому здійснив 3 походи (разом 197 днів у морі). У вересні 1944 року направлений на будівництво U-3013 для вивчення його конструкції. З 21 листопада 1944 по 3 травня 1945 року — командир U-3013.
Всього за час бойових дій пошкодив 3 судна загальною водотоннажністю 15 570 брт.
| Дата            | Назва корабля             | Тип               | Тоннаж | Країна | Конвой |
| --------------- | ------------------------- | ----------------- | ------ | ------ | ------ |
| 28 серпня 1943  | Albert Gallatin           | Торговий пароплав | 7,176  | США    |        |
| 11 вересня 1943 | USS Rapidan (AO18) (міна) | Танкер-заправник  | 8,246  | США    | NG-385 |
| 13 червня 1944  | Lark                      | Вітрильник        | 148    | США    |        |

## Звання
- Кандидат в офіцери (3 квітня 1937)
- Морський кадет (21 вересня 1937)
- Фенріх-цур-зее (1 травня 1938)
- Обер-фенріх-цур-зее (1 липня 1939)
- Лейтенант-цур-зее (1 серпня 1939)
- Оберлейтенант-цур-зее (1 вересня 1941)
- Капітан-лейтенант (1 січня 1944)